# Gentianella engadinensis
Gentianella engadinensis là một loài thực vật có hoa trong họ Long đởm. Loài này được (Wettst.) Holub mô tả khoa học đầu tiên năm 1967.